# Enghienspets
Enghienspets är knypplade spetsar tillverkade i den belgiska staden Enghien. Staden har varit känd för sina spetsar sedan 1700-talet. Här knypplade man först lillespetsar och sedan chantillyspetsar.